# 深時
深時（Deep time）是個地質時間概念，於18世紀時由蘇格蘭地質學家詹姆斯·赫顿（1726–1797）提出。
深時的概念源於對自然的觀察，並構成對自然進行科學描述的一個基石。早期的田野觀察成果包含原始水平原理、地層疊置和事件的空間尺度。對深時的正確認知有助於確認人類消耗地球資源的限制，並提供辯論框架給在科學和宗教之間有效性領域以及對科學推理的意義持有不同觀點的人們。
罗马天主教神学家托马斯·贝瑞（Thomas Berry）（1914-2009）探讨了“深时”概念的精神含义。贝瑞提出，深刻理解我们进化中的宇宙的历史和运作是我们作为个体和物种有效运作的必要灵感和指导。这一观点极大地影响了深层生态学和生态智慧的发展。深时概念带给人的感受性体验也极大地影响了乔安娜·梅西（Joanna Macy）的作品。

## 註腳
1. ↑  Palmer & Zen.
2. ↑  Kubicek 2008.
3. ↑  E-an Zen. . 2018-01-31  [2020-03-24].